# Bitka pri Gloucesterju
Bitka pri Gloucesterju je bila spopad, ki se je zgodil na začetku ameriške osamosvojitvene vojne pri Gloucesterju v Massachusettsu 8. ali 9. avgusta 1775. Kapitan kraljeve vojne mornarice John Linzee, je poveljeval vojni ladji HMS Falcon, opazil je dve škuni, ki sta se vračali iz Zahodne Indije. Potem, ko je ujel eno škuno, je Linzee zasledoval drugo v pristanišče Gloucester, kjer je nasedla. Meščani so poklicali svojo milico, ujeli britanske mornarje poslane, da zasežejo nasedlo škuno in prav tako dobili nazaj ujeto ladjo.
Spopad je bil eden od niza dejanj, ki so oktobra 1775 spodbudila povračilno odpravo kapitana kraljeve mornarice Henryja Mowata. Glavni dogodek njegovega pohoda, požig Falmoutha, je navedel drugi kontinentalni kongres, da je ustanovil kontinentalno mornarico.

## Ozadje
Aprila 1775 so napetosti med kolonisti Velike Britanije v provinci Massachusetts Bay in kraljevim guvernerjem generalom Thomasom Gageom, prerasle v ameriško revolucionarno vojno. Ko je general Gage poslal čete v Concord, Massachusetts, da bi poiskale vojaške zaloge, ki so jih kolonisti tam skladiščili, so se sprožili alarmi in kolonisti ter vojaki so se 19. aprila spopadli v Lexingtonu in Concordu. Čete milic so še naprej prihajale v naslednjih dneh, britanske čete pa so bile oblegane v Bostonu.
Obleganje, ki je blokiralo le dostop do mesta s kopnega, je vojsko naredilo odvisno od sposobnosti mornarice, da jo oskrbuje s svežimi zalogami. V mnogih skupnostih v bližini mesta so živino in seno odstranili z otokov v bostonskem pristanišču in neposrednih obalnih območjih, medtem ko sta general Gage in viceadmiral Samuel Graves poslala ekspedicije, da bi napadle obalne skupnosti za živino in seno ter preprečevale kolonialne ladje pri oskrbovanju. Ko so te odprave izkrcale čete ali mornarje, da bi zbrali živino, so včasih naletele na odpor. Kmalu po začetku obleganja so se kolonisti in vojaške čete spopadli pri Chelsea Creeku 27. maja blizu Bostona zaradi zalog na bližnjem otoku.
5. avgusta se je ob zalivu Ipswich pojavila HMS Falcon pod poveljstvom Johna Linzeeja. Kapitan Linzee je na obalo poslal večji čoln s približno 50 možmi v iskanju živine, da bi si zagotovili zalogo ovčetine od črede ovac, ki se je pasla na kmetiji Coffin v West Gloucesterju. Major Coffin je opazoval njihovo gibanje in predvideval njihov načrt. Na hitro je zbral približno pol ducata mož, jih oborožil s puškami in se skril za peščenimi nasipi ter jih tako hitro obstreljeval, da so mornarji v barki, ki so domnevali, da jih obstreljuje velika četa menili, da je pametno opustiti svoje namere iskanja ovac in se vrnili k ladji HMS Falcon. Ko se je čoln vrnil k ladji HMS Falcon, ga je Linzee poslal preiskat škuno v pristanišču; izkazalo se je, da je ta ladja vsebovala le balast. Linzee je naslednjih nekaj dni nadaljeval s križarjenjem od rta Ann in nasilno nanovačil nekaj mož iz lokalnih pristanišč in ladij.

## Bitka
8. ali 9. avgusta (viri se ne strinjajo glede natančnega datuma) je kapitan Linzee okoli 8. ure zjutraj opazil dve ameriški škuni, ki sta odpluli proti Salemu, Massachusetts. Hitro in brez incidentov je ujel eno od škun, nato pa nanjo poslal posadko, preden se je podal za drugo. Kapitan druge škune, ki je očitno poznal območje, je svojo ladjo pripeljal globoko v pristanišče Gloucester in jo kmalu po poldnevu nasedel blizu otoka Five Pound. Linzee je prisilil lokalnega ribiča, da je krmaril »HMS Falcon« in škuno do sidrišča v pristanišču. Nato je pod poveljstvom svojega poročnika poslal 36 mož na treh majhnih čolnih, da bi zavzeli ladjo. Med poslanimi posadkami je bilo 10 nasilno nanovačenih Američanov, vključno s štirimi iz Gloucesterja. Prihod britanske ladje je meščane spodbudil k alarmu in začele so se zbirati milice pod vodstvom kapitanov Josepha Fosterja in Bradburyja Sandersa. Oboroženi z mušketami in dvema starajočima se vrtljivima topovoma so z obale odprli ogenj na majhne čolne, ko so se ti približali škuni. Britanci so veslali hitreje in se vkrcali na nasedlo škuno, kjer so bili dejansko ujeti zaradi nenehnega ognja z obale. Linzee je v poskusu, da bi zmotil meščane, streljal iz topov ladje HMS Falcon na mesto in na koncu poslal desantno skupino, da bi ga poskušala požgati. Vendar je bil ta poskus neuspešen in skupino na nasedli škuni so še naprej nadlegovali z obale. Poročnik je bil v boju ranjen in njemu in nekaj možom je okoli 16. ure uspelo pobegniti iz boja v čolnu, tako da je poveljnik ladje HMS Falcon prevzel odgovornost. Preostali možje na nasedli ladji so bili sčasoma ujeti, vključno z nasilno nanovačenimi Američani. Do 19. ure so bili vsi majhni čolni zaseženi. Linzee se je nato odločil, da bo poslal zajeto škuno, da bi pobral svoje može. Linzee je poročal o svojem sumu, da je posadka zajete ladje izkoristila priložnost, da je premagala posadko in plovilo zajela, oz. osvobodila. Po Linzeejevih besedah: »Ko se je kapitan izkrcal, sem ugotovil, da mu ne morem nič pomagati ali vznemirjati upornikov s streljanjem, zato sem nehal.«

## Posledice
Linzeejev poskus požganja mesta kot kazen za upiranje njegovim dejanjem se je ponovil v kasnejših pomorskih akcijah. Oktobra 1775 je admiral Graves ukazal kapitanu Henryju Mowatu na povračilno odpravo proti obalnim skupnostim Nove Anglije, pri čemer je kot tarčo posebej vključeval Gloucester in med drugim navedel Linzeejev poraz pri Gloucesterju. Mowat se je odločil, da Gloucestra ne bo napadel, ker je menil, da so njegove stavbe preveč razporejene, da bi imele kanonade kakršen koli pomemben učinek. Poročila o Mowatovi edini večji akciji, požigu Falmoutha (današnji Portland, Maine), so bila ključna za motivacijo drugega kontinentalna kongresa k ustanovitvi kontinentalne mornarice.